# Forêts décidues d'altitude des Apennins
Pour les autres emplois du terme, voir Apennin (homonymie).
Localisation
Les forêts décidues d'altitude des Apennins forment une écorégion terrestre du WWF (code PA0401). Celle-ci fait partie du biome des forêts de feuillus et forêts mixtes tempérées dans l'écozone paléarctique.
Les forêts des Apennins s'étendent entre 200 et 1 800 mètres d'altitude. Dans ces forêts décidues, le hêtre est l'arbre dominant, mais il y a aussi des chênes, des ormes, des châtaigniers, des charmes, des mélèzes, des tilleuls, et toutes sortes d'arbustes. Le sapin autochtone peut encore se trouver sur les monts de la Laga, le Gran Sasso et dans le parc national des Abruzzes. Une forêt de bouleaux tapisse encore les pentes du mont Velino. Parmi les fruits des bois, il y a le fraisier, le framboisier, la myrtille, la groseille, le mûrier. Du fait de la barrière naturelle générée par les Alpes, les Apennins sont biologiquement purs, et ne sont pas atteints par la rage ou l'échinococcose, maladies dangereuses qui contaminent de très nombreux massifs d'Europe d'est en ouest : on peut donc tranquillement manger des fruits des bois en dessous de 30 cm du sol sans aucune crainte. Parmi les fleurs de montagne, on peut nommer la gentiane jaune, la gentiane printanière, la gentiane bleue des Apennins, l'ancolie, la joubarbe, les pivoines, le saxifrage à feuilles opposées, l'adonis, et même les edelweiss des Apennins à contempler sur les monts Sibyllins, le Gran Sasso et le massif de la Majella. Le sabot de Vénus pousse dans le parc national des Abruzzes.

## Faune
Grâce à ses nombreux parcs, la chaîne des Apennins est relativement bien préservée et intacte. On y trouve :
- l'isard des Abruzzes (2.500 sur l'Apennin central) ;
- l'ours marsicain (50 dans les Abruzzes) ;
- le loup des Apennins (500-600 sur les Apennins et les Alpes occidento-centrales) ;
- l'aigle royal (50 couples) ;
- le vautour fauve (60 dans les Abruzzes) ;
- le lynx (très rare).

Il y a aussi le cerf, le chevreuil, le daim, le sanglier, le renard, le blaireau, la belette, la martre, la fouine, l'hermine, la loutre, l'écureuil, le chat sauvage, le campagnol des neiges. La marmotte des Alpes a été introduite dans les Apennins du Nord, au cours des années 1950.

Parmi les oiseaux on peut noter le percnoptère dans le sud des Apennins, le circaète sur le Gran Sasso, le chocard alpin et le crave à bec rouge, la niverolle, l'accenteur alpin, le bec-croisé, le pivert, le pic noir, le pic épeiche, le pic épeichette, le pic à dos blanc dans le sud des Abruzzes, le tichodrome échelette, la sittelle torchepot, le faisan de Colchide, l'effraie des clochers, la chouette hulotte, le hibou grand-duc.
 
Il existe aussi des reptiles très menacés en Europe comme la Vipère d'Orsini, et des amphibiens comme la salamandre tachetée. Le papillon Apollon arpente aussi les plus hauts massifs de la chaîne.